# El Tarter
El Tarter, również El Tarte – miejscowość w Hiszpanii, w Katalonii, w prowincji Lleida, w comarce Baixa Cerdanya, w gminie Prullans. Znajduje się na południe od Ardòvol.
Według danych INE od 2006 roku jest niezamieszkana. W 2005 roku liczyła 2 mieszkańców – 1 mężczyznę i 1 kobietę. 